# Zittauer und Oderwitzer Becken

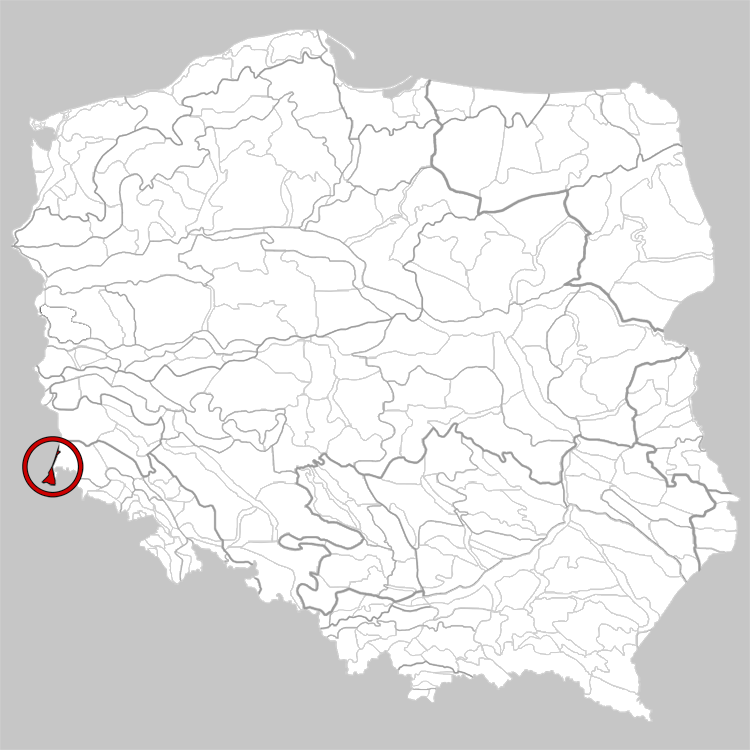
Der polnische Teil des Zittauer Beckens (Obniżenie Żytawsko-Zgorzeleckiev)

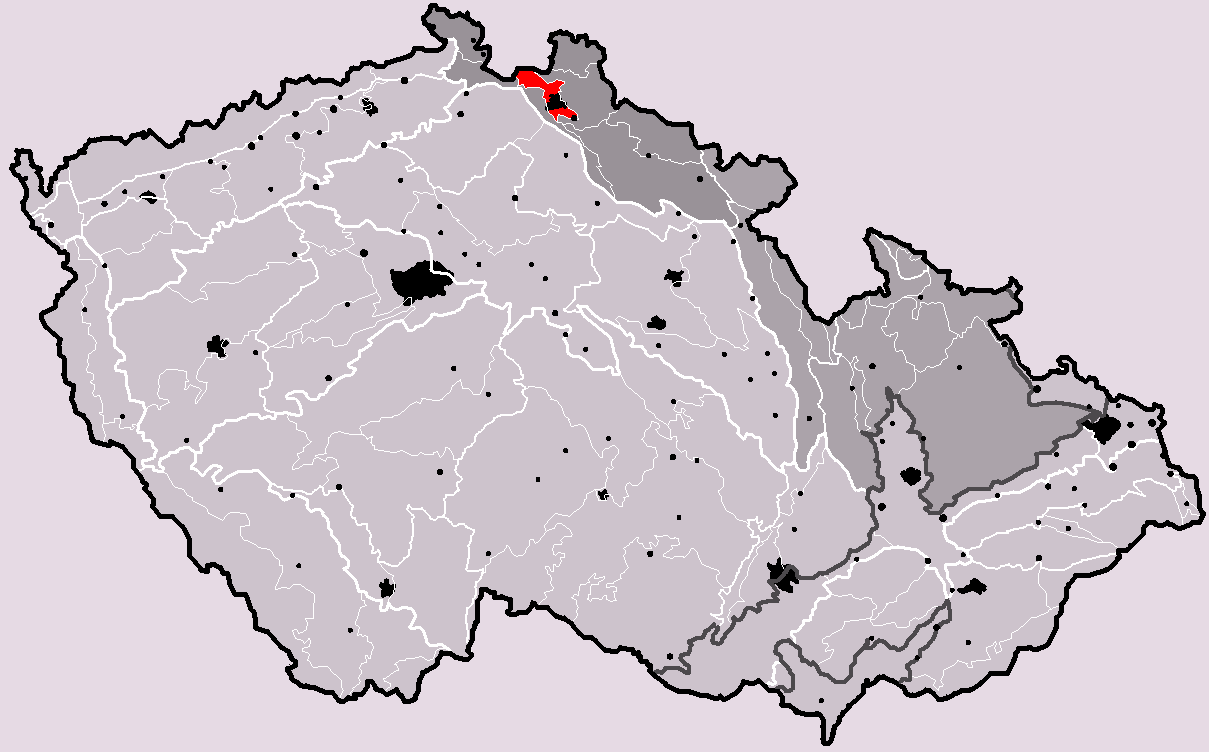
Der tschechische Teil des Zittauer Beckens (Žitavská pánev) mit den Städten Liberec (schwarze Fläche) und Jablonec nad Nisou (schwarzer Punkt, in der roten Fläche)

Die Östliche Oberlausitz (4) innerhalb der Westsudeten (rot)

Die Zittauer und Oderwitzer Becken bilden eine geomorphologische Beckenlandschaft in der sächsischen und polnischen Östlichen Oberlausitz und bis nach Tschechien hinein. Es handelt sich um eine ackergeprägte, offene Kulturlandschaft, die zur Großlandschaft des mitteleuropäischen Mittelgebirgs- und Stufenlandes gehört. Die Becken tragen den Namen der beiden Ortschaften mit den größten Senkungen der Becken in Zittau und Oderwitz. Der deutsche Teil der Beckenlandschaft ist heute ein Landschaftsschutzgebiet.

## Lage und Ausdehnung
Die Becken bedecken eine Fläche von 137 Quadratkilometern und verlaufen im Wesentlichen entlang der Täler der Lausitzer Neiße, der Mandau und des Landwassers. Das Oderwitzer Becken liegt auf einer Höhe von etwa 300 Metern über NN, das Zittauer Becken dagegen nur auf einer Höhe von 240 Metern über NN. Etwas im Norden befindet sich das Berzdorfer Becken.
Im deutschen Gebiet der Becken liegen die Gemeinden Kottmar (teilweise), Oderwitz, Mittelherwigsdorf, Olbersdorf und Bertsdorf-Hörnitz, der Ortsteil Großhennersdorf der Stadt Herrnhut, sowie die Stadt Zittau.
Auf tschechischem Gebiet wird das Zittauer Becken im Nordosten vom Isergebirge und im Südwesten vom Jeschken-Kosakow-Kamm begrenzt. Im Becken liegen die Städte Hrádek nad Nisou, Chrastava Jablonec nad Nisou und Liberec, weshalb das Becken im Tschechischen auch manchmal Liberecká pánev (Liberecer Becken) genannt wird.
Auf polnischem Gebiet ist die Tagebaulandschaft mit und um Bogatynia inbegriffen. Hier wird die Beckenlandschaft Obniżenie Żytawsko-Zgorzeleckiev (etwa: „Zittau-Zgorzelecer Becken“) genannt, wo Görlitz (im Berzdorfer Becken) mit dazu zählt.

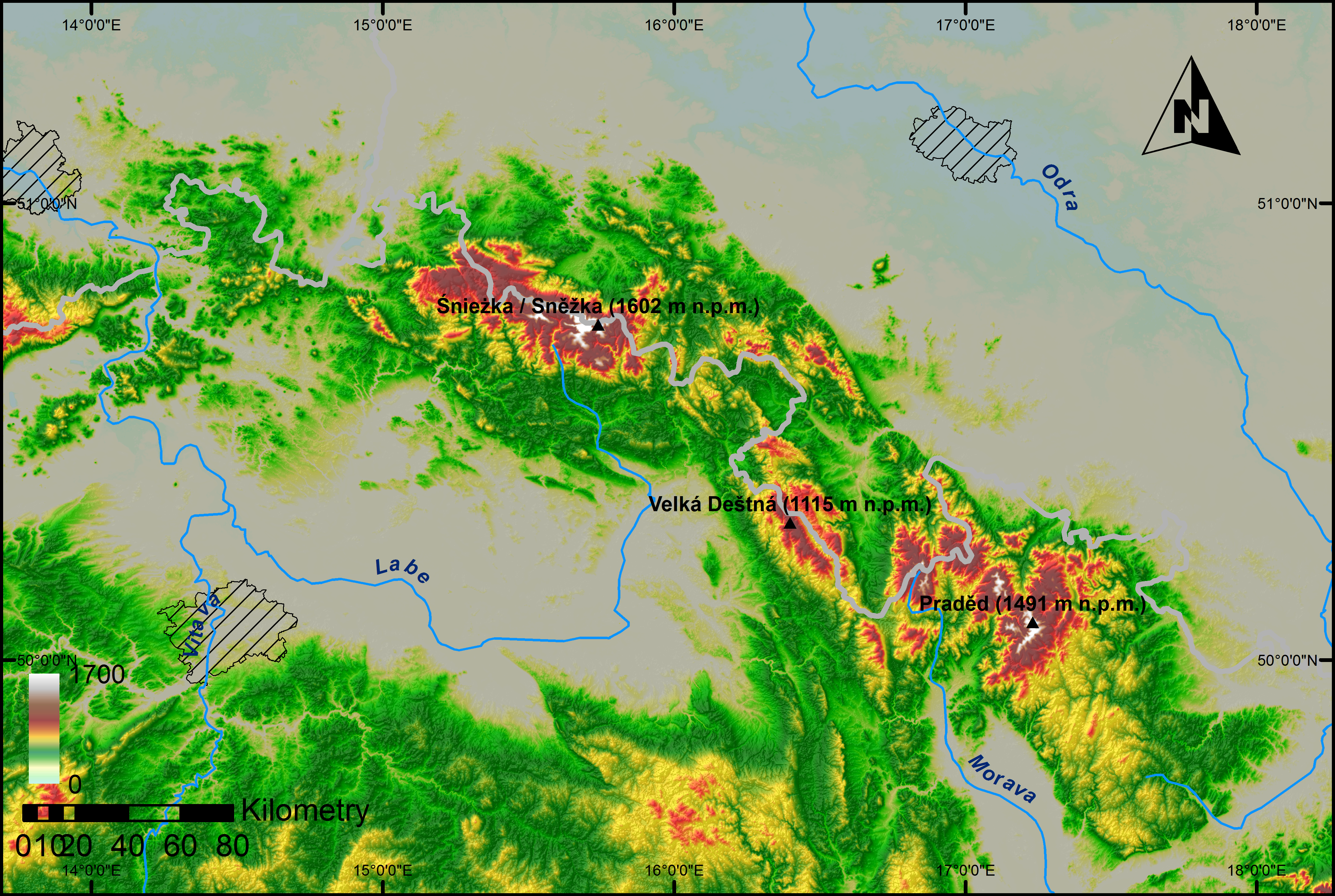
Karte der Sudeten, gut erkennbar wie sich das Oderwitzer Becken südöstlich vom Kottmar beginnend zwischen Oderwitzer Spitzberg und Sonnenhübel entlang von Landwasser und später Mandau Richtung Zittau erstreckt und dort ins Zittauer Becken übergeht. Dieses zieht sich dann flussaufwärts der Neiße, vorbei am Ovčí hora (Schafberg), weitet sich in Liberec und endet bei Jablonec nad Nisou nordwestlich des markanten Bergrücken des Černá studnice.

## Geologie
Die Becken entstanden durch Vulkanismus im Neogen und wurden im Pleistozän durch tektonische Senkungsvorgänge um bis zu 100 Meter abgesenkt. Durch pleistozäne Sedimentation lagerten sich Kiese, Sande, Lösse und Basalttuffe ab und bildeten das Deckgebirge der Becken. Stellenweise entstand zwischen den einzelnen Sedimentschichten auch Braunkohle durch organische Ablagerungen. Eine Besonderheit dieser Kohleablagerungen ist deren geringe Ausdehnung und die dafür umso größere Mächtigkeit von 40 bis 60 Metern, die stellenweise auch bis zu 100 Meter betragen kann. Weitere Gesteine, die sich im Zittauer und Oderwitzer Becken finden, sind Limonite und bituminöse Schiefertone.
Die Becken werden von vielen Bergen begrenzt, die ebenfalls während des Übergangs von Paläogen zum Neogen durch Vulkanismus entstanden.

## Nutzung

### Braunkohleförderung

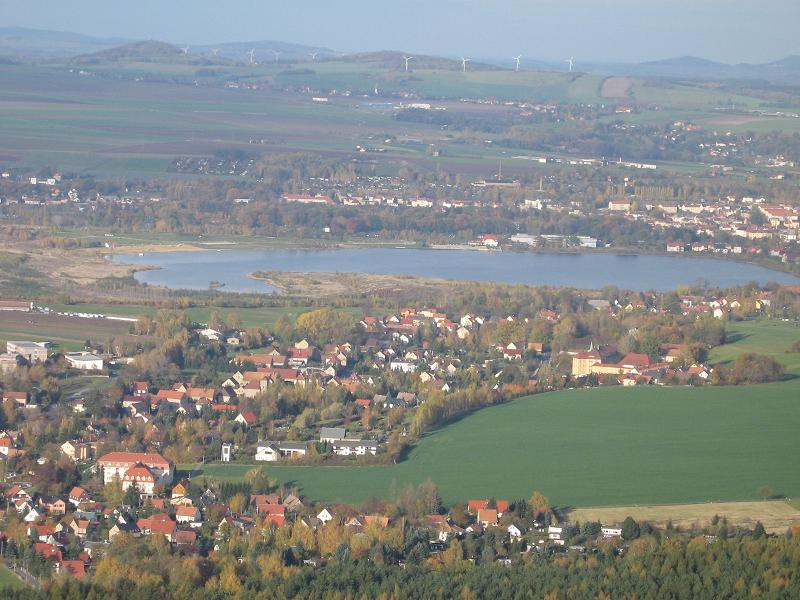
Olbersdorf mit dem gefluteten Tagebaurestloch, dem Olbersdorfer See

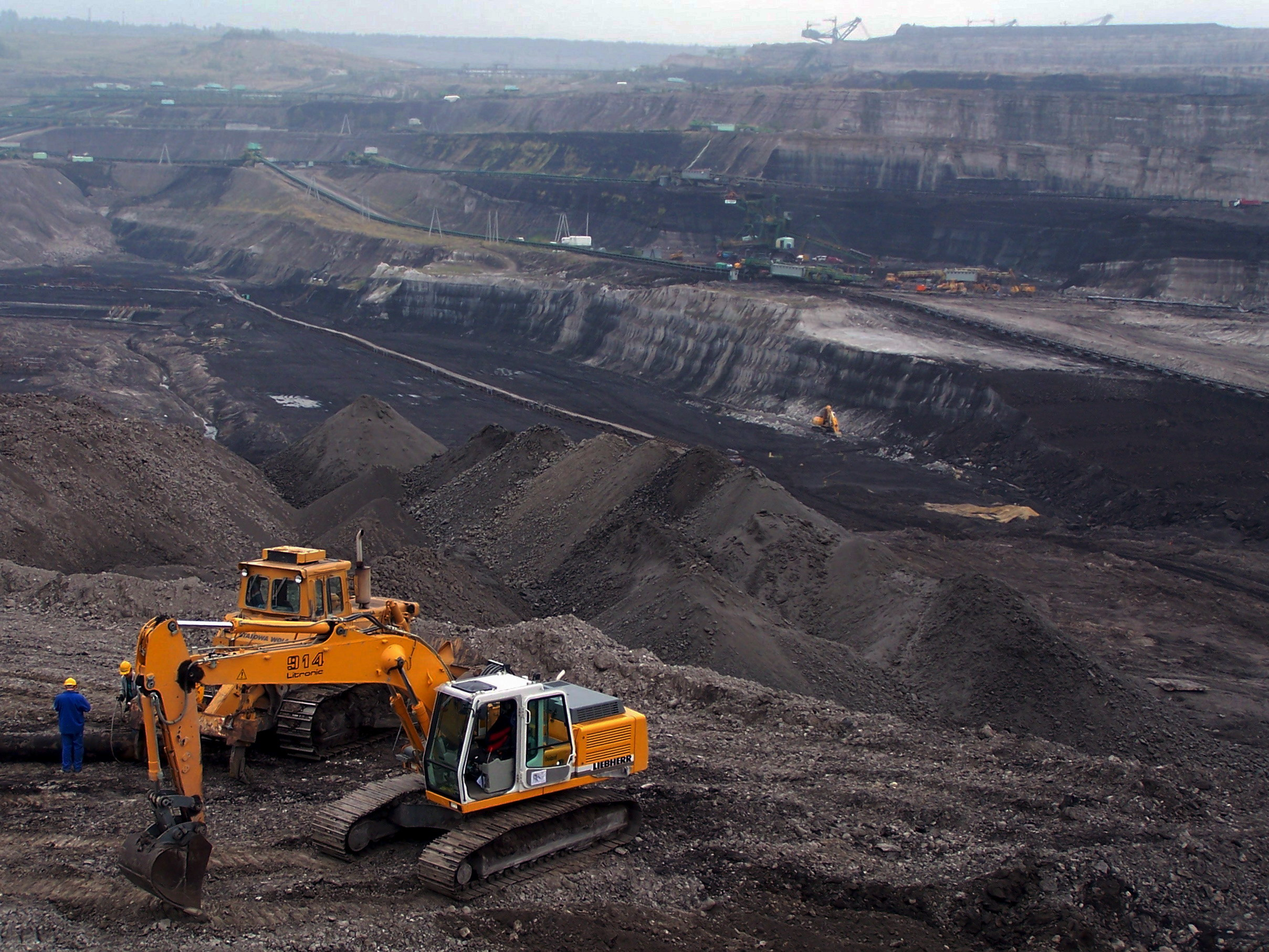
Großtagebau Herkules bei Bogatynia

Aufgrund der relativ großen Braunkohlevorkommen gab es bereits ab 1799 erste Bergbauversuche, bei denen die Kohle in Stollen unter Tage abgebaut wurde. In Oderwitz zeigten zwei 1835 durchgeführte Grabungen, dass eine Förderung der lignitischen Braunkohle durch zahlreiche geologische Störungen sehr kompliziert war. Die Förderung wurde daraufhin wieder eingestellt.
In Olbersdorf stieß man auf zwei Braunkohleflöze, bei denen das Oberflöz eine Mächtigkeit von 10 bis 15 Metern aufwies, das Unterflöz dagegen eine Mächtigkeit von 50 Metern. Von 1810 bis 1913 erfolgte der Abbau des Oberflözes im Untertagebau. Ab 1910 erfolgte parallel dazu die Kohleförderung im Tagebau, die aber bereits 1938 wieder eingestellt wurde.
Der großflächige Abbau der Olbersdorfer Braunkohle erfolgte aber erst ab 1947, um die in Zittau und Umgebung ansässige Industrie mit Rohbraunkohle zu versorgen. Insgesamt wurden 21,5 Millionen Tonnen Kohle gefördert, bis der Tagebau Olbersdorf 1991 geschlossen wurde. Das 38 Meter tiefe Tagebaurestloch wurde im Zeitraum vom 15. September 1996 bis zum 2. März 1999 geflutet. Im Rahmen der 2. Sächsischen Landesgartenschau 1999 in Olbersdorf wurde die Tagebaulandschaft saniert und begrünt und bildet heute das Naherholungsgebiet Olbersdorfer See.
Der Braunkohletagebau Herkules bei Bogatynia, der das Kraftwerk Hirschfelde versorgte, wurde zum Großtagebau erweitert und bei Seitendorf (Zatonie) das polnische Kraftwerk Turów errichtet. Der Tagebau hat inzwischen die Neiße erreicht und sämtliche Orte nordwestlich, westlich und südwestlich von Reichenau verschlungen.

### Landwirtschaft
Durch die fruchtbaren Lösslehmböden der beiden Becken sind Rinderzucht und Ackerbau heute zumindest auf dem deutschen Gebiet vorherrschend. Durch die intensive Landwirtschaft weist das Grundwasser aber eine hohe Stickstoffbelastung auf.